# 萨尔塔省
萨尔塔省（西班牙語：Provincia de Salta）為南美國家阿根廷二十三省之一，位於阿根廷西北部，省会萨尔塔。

## 萨尔塔省风光

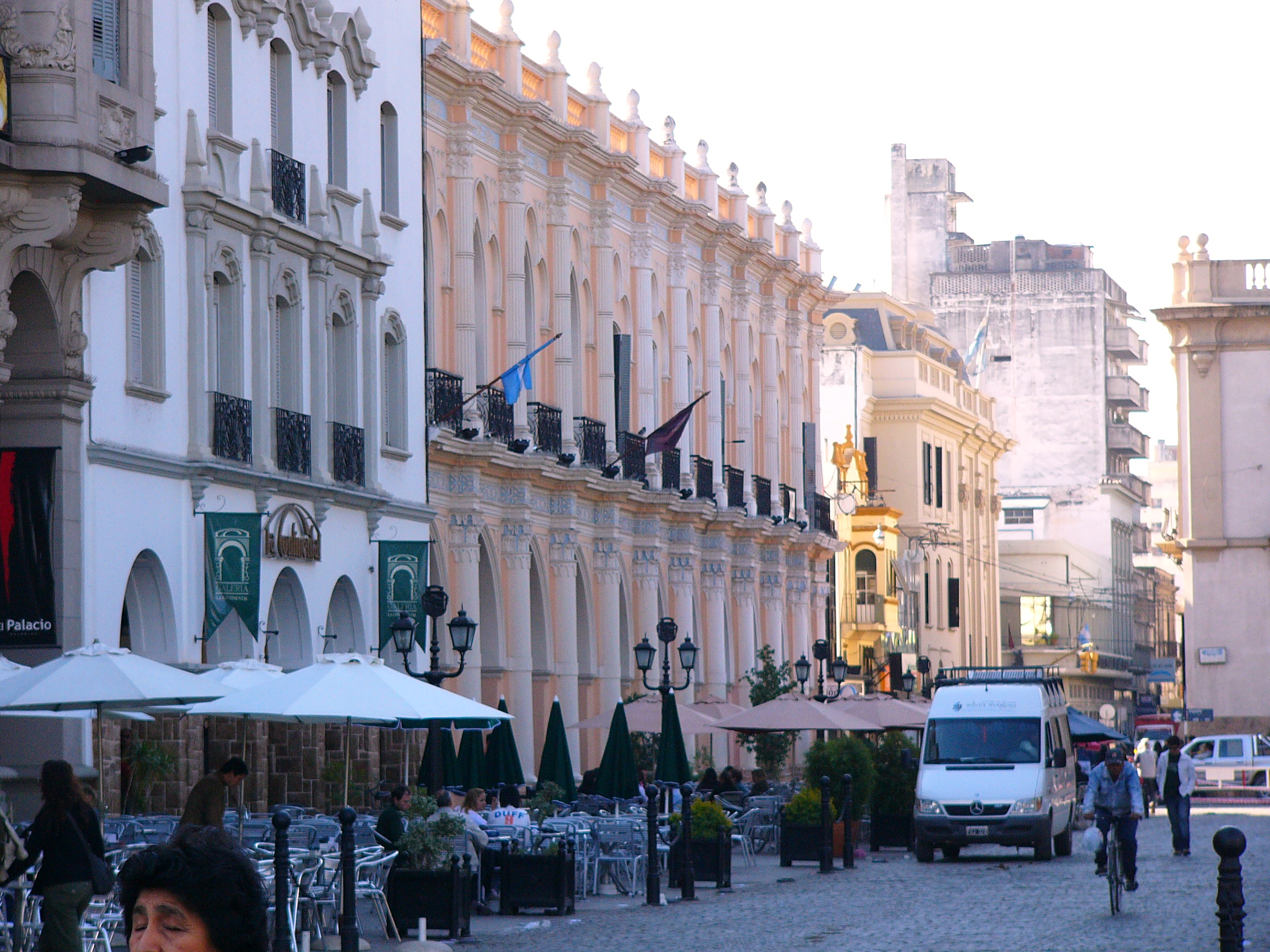
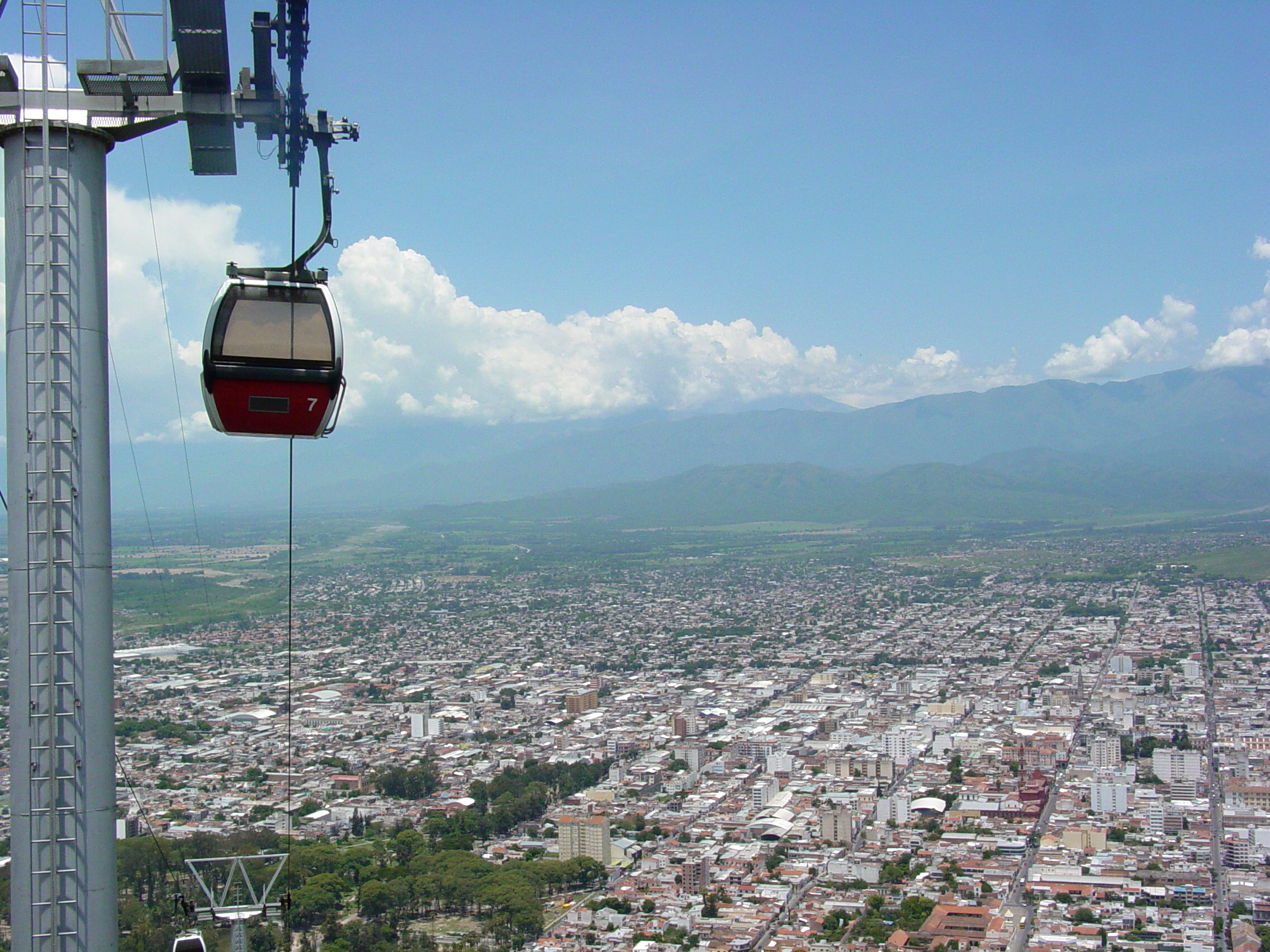
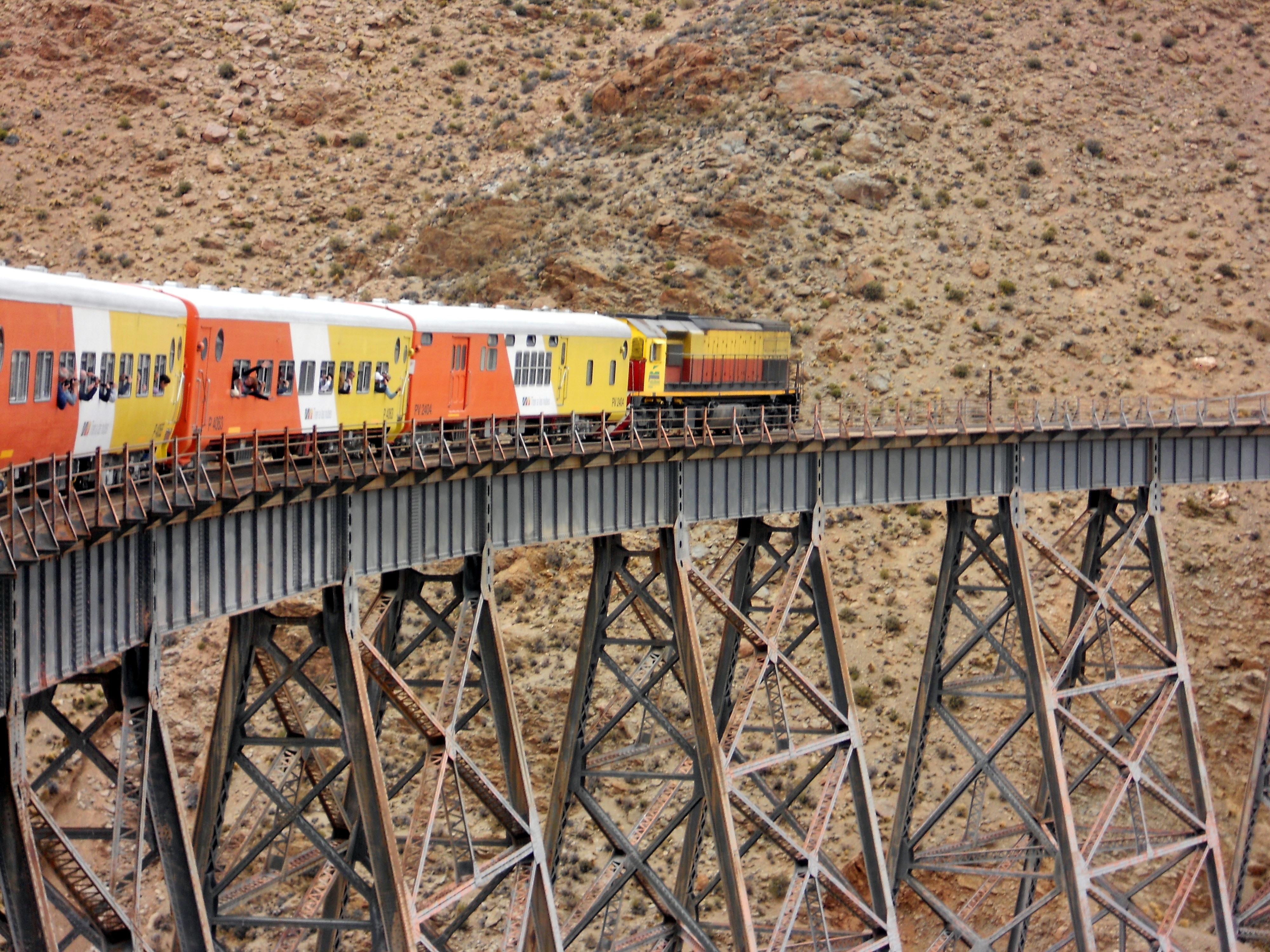
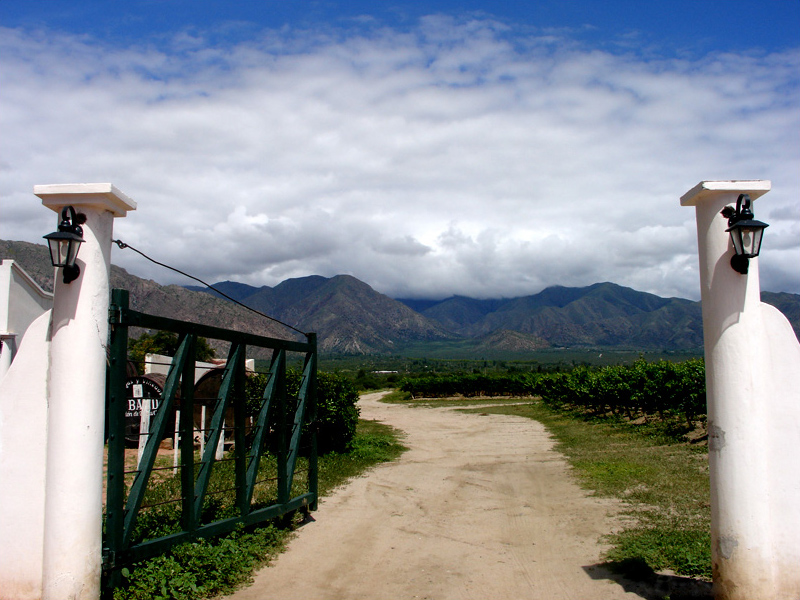
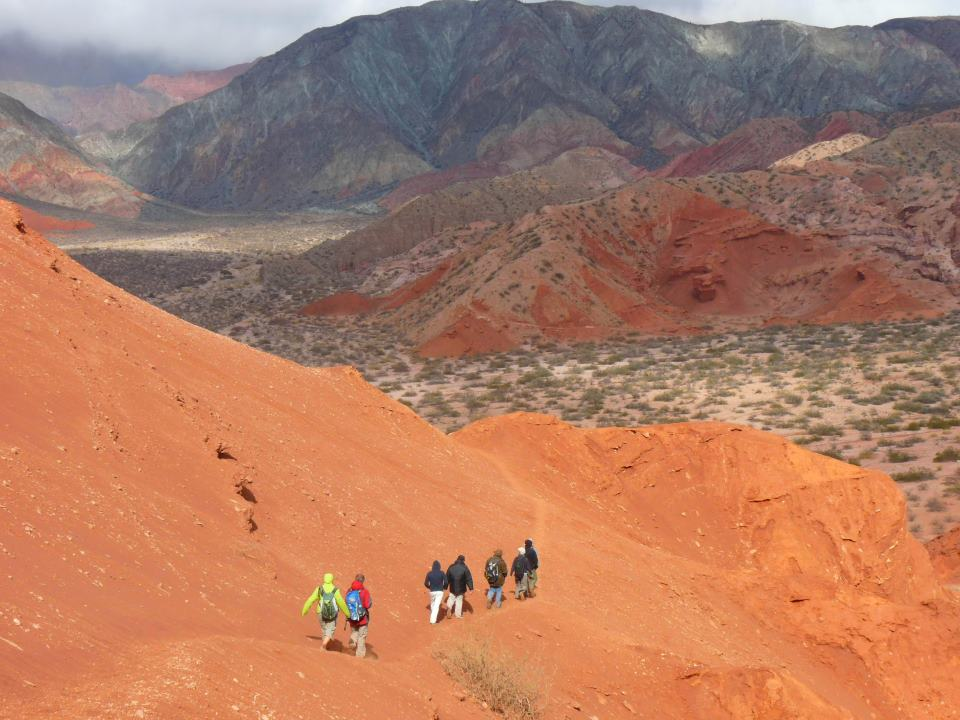
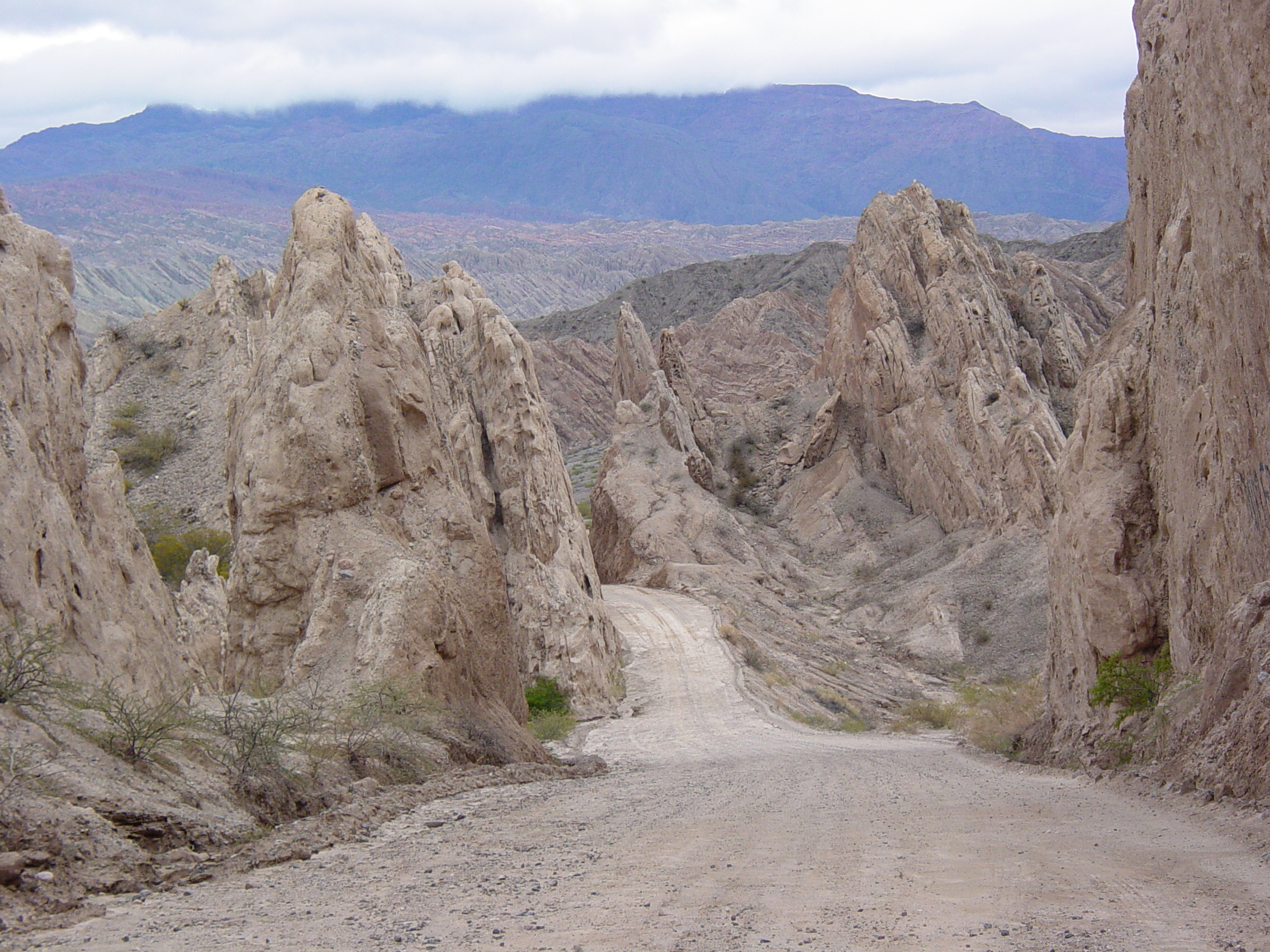
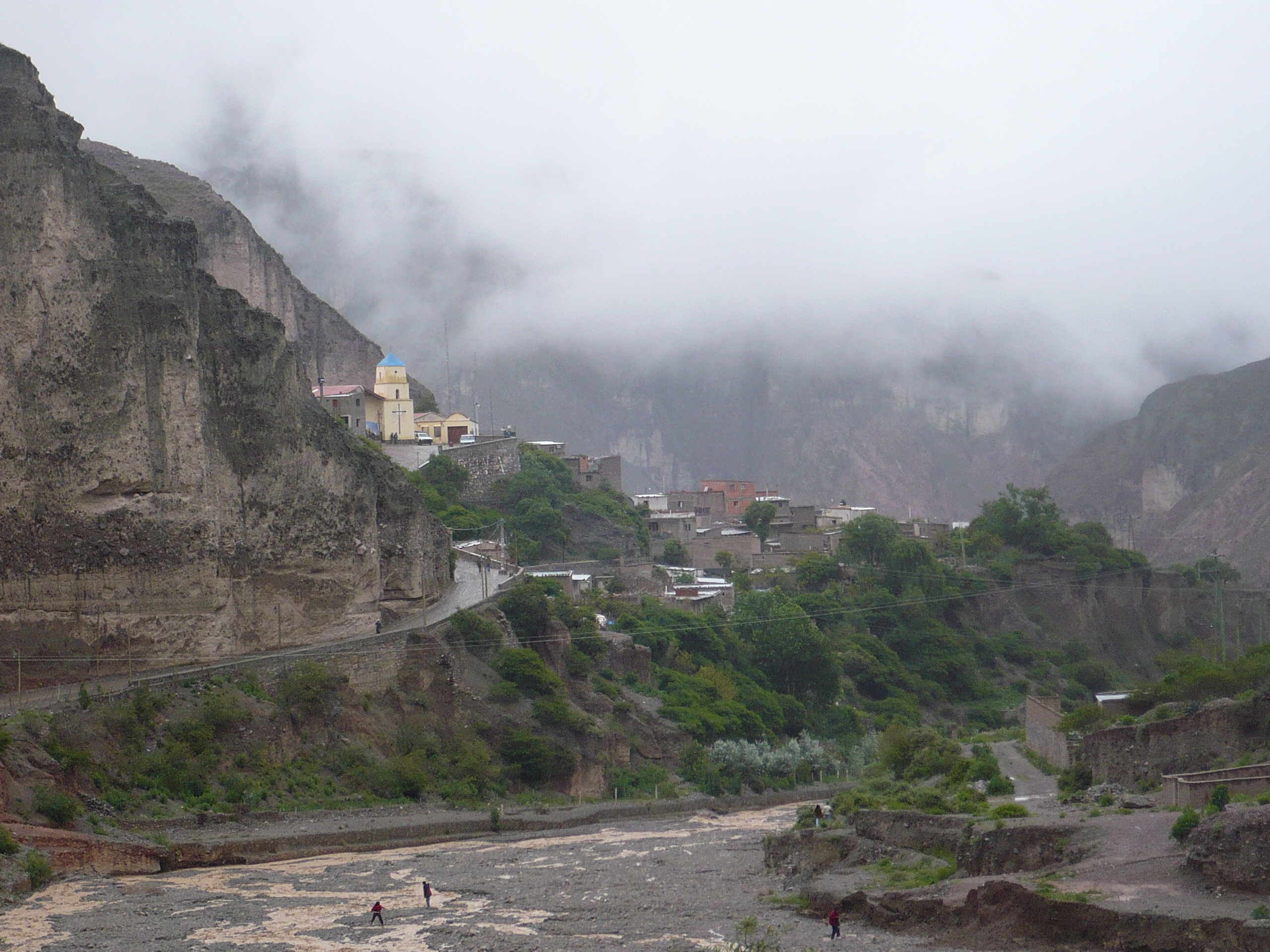
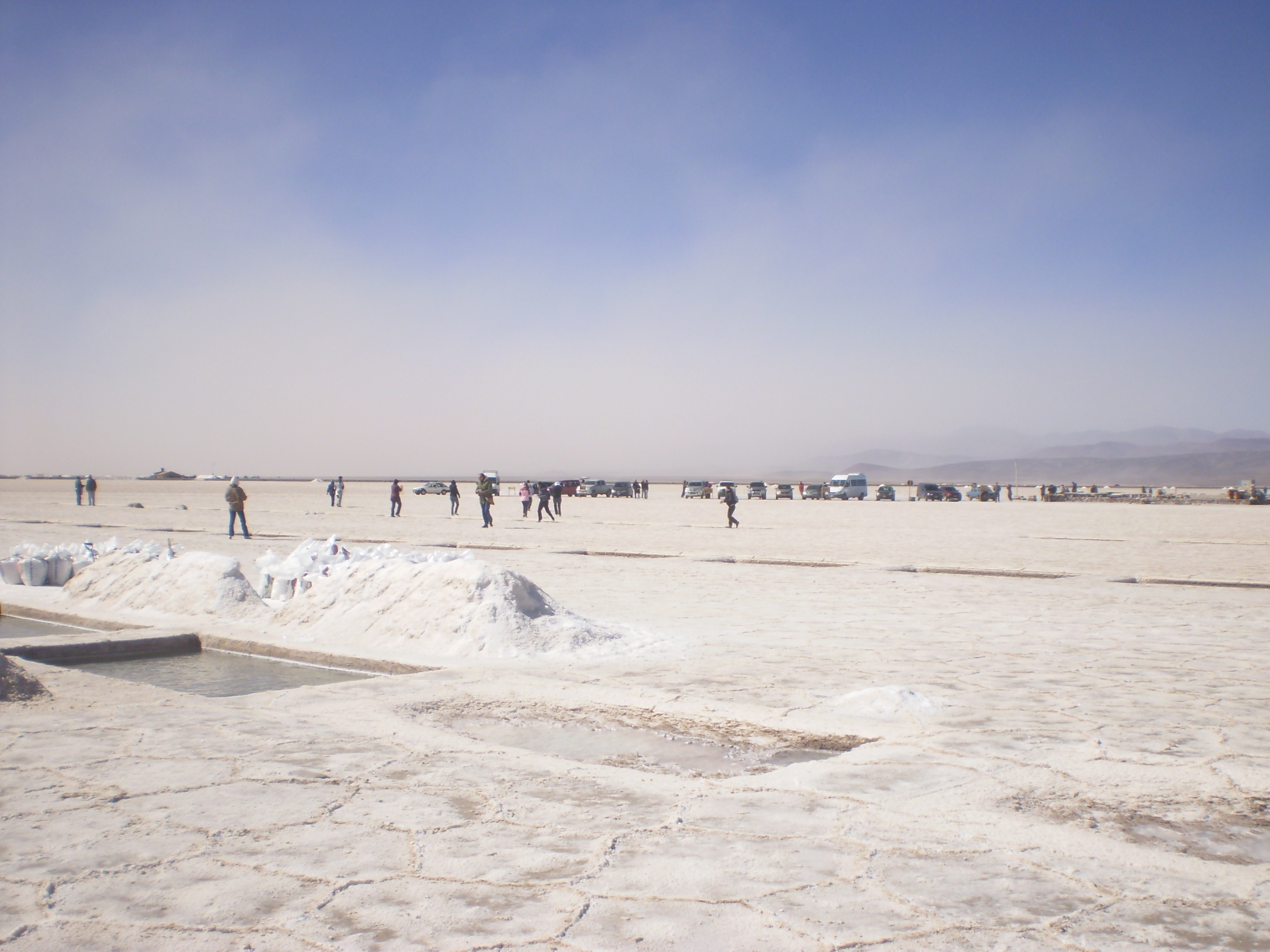
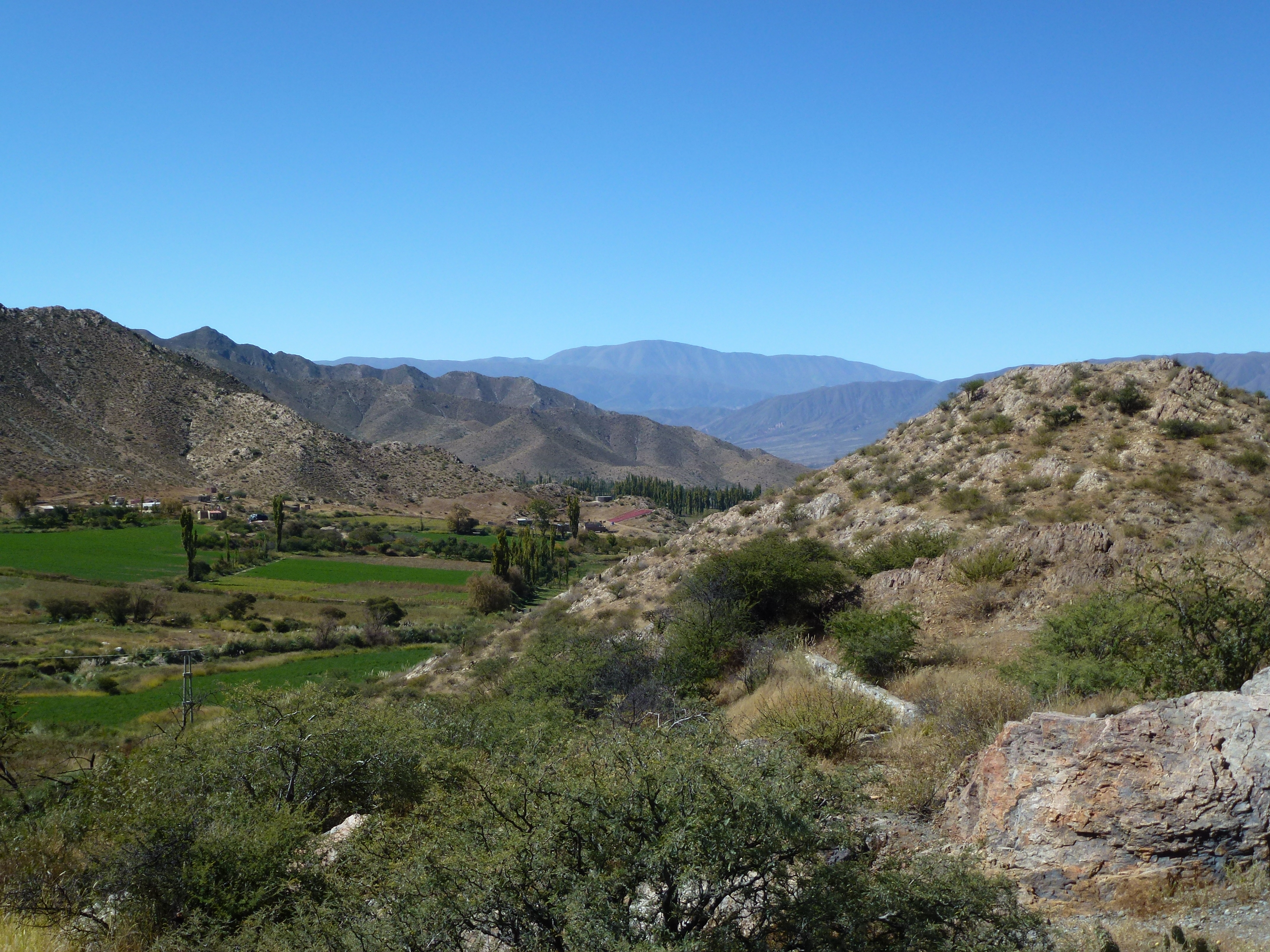
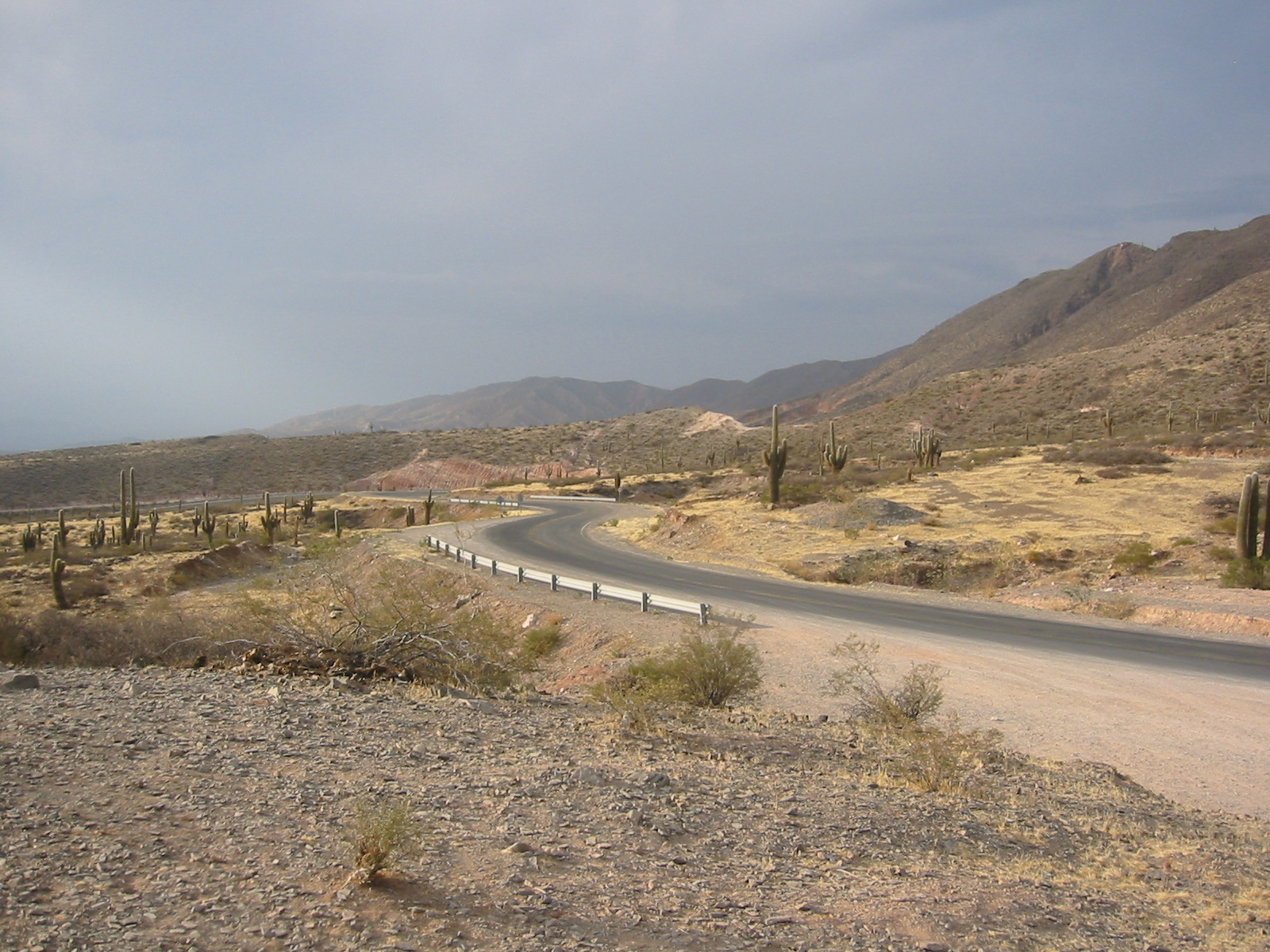